# 山本常夫 (映画監督)
山本 常夫（やまもと つねお、1947年12月16日 - ）は、日本のドキュメンタリー映画監督。

## 人物
監督作品に、1986年公開の映画『大日向村の46年 満州移民・その後の人々』がある。東京都出身。
小泉修吉監督の1979年の映画『老いる 5人の記録』で助監督を務めた。

## 『大日向村の46年』
かつて満蒙開拓移民が盛んな時代に、多数の移民を満州（後の吉林省）に送り出し、分村を成立させた長野県南佐久郡大日向村（後の佐久穂町大字大日向）をテーマとして1985年に製作され、1986年に完成、公開された映画『大日向村の46年 満州移民・その後の人々』は、グループ現代が製作し、山本常夫が監督したドキュメンタリー映画。
VTRで制作され、キネコにより16mmフィルムに変換された。
第一部「分村移民の軌跡」は、一度は失われていたものと考えられていたものの、関係者によって再発見された1940年の映画『大日向村』の映像の一部を紹介しながら、当時の移民送り出しに関わった関係者や、移民した人々へのインタビューを重ね、第二部「語る－過去と現在をつなぐもの」では、移民たちの満州における経験が語られる。